# Налбандян, Ваче Смбатович
Ваче Смбатович Налбандян (арм. Վաչե Սմբատ Նալբանդյան; 1919—1998) — советский и армянский филолог и общественно-политический деятель, доктор филологических наук, профессор, член-корреспондент АН АрмССР (1971), действительный член АН Армении (1994). Член Союза писателей СССР (1966). Заслуженный деятель науки  Армянской ССР (1990).

## Биография
Родился 25 февраля 1919 года в городе Нор Баязет. 
С 1936 по 1941 год обучался в Ереванском государственном университете. С 1941 по 1945 год был участником Великой Отечественной войны. С 1948 по 1952 и с 1953 по 1956 год на партийной работе в аппарате ЦК КП Армении. С 1952 по 1953 год на научной работе в Институте древних рукописей Матенадаран в качестве директора.
С 1948 года одновременно с партийной и научной работой занимался и педагогической деятельностью в Ереванском государственном университете в должностях: преподаватель, с 1957 по 1969 год — доцент и одновременно с 1956 по 1965 год являлся проректором этого института, с 1969 по 1978 год — профессор. 
С 1970 года на научной работе в Институте литературы имени М. Абегяна АН АрмССР в должностях: с 1970 по 1977 год — заведующий отделом а с 1965 по 1977 год — директор этого института. С 1978 по 1998 год — директор Фундаментальной библиотеки.

### Научно-педагогическая деятельность и вклад в науку
Основная научно-педагогическая деятельность В. С. Налбандяна была связана с вопросами в области филологии, в том числе армянской, занимался исследованиями в области исторического наследия армянских историков, закономерностей развития армянской средневековой и древней  литературы, формирования армянской литературы золотого века.
В 1965 году защитил кандидатскую диссертацию, в 1969 году защитил докторскую диссертацию на соискание учёной степени доктор филологических наук. В 1969 году ему присвоено учёное звание профессор. В 1971 году был избран член-корреспондентом АН АрмССР, в 1994 году — действительным членом НАН Армении. В. С. Налбандяном было написано более двухсот научных работ, в том числе монографий и научных статей опубликованы в ведущих научных журналах.

### Общественно-политическая деятельность
Одновременно с педагогической занимался и общественно-политической работой с 1954 по 1963 год являлся — членом ЦК КП Армении, с 1959 по 1967 год являясь — заместителем председателя Президиума Верховного Совета Армянской ССР. Являлся —  депутатом Верховного Совета Армянской ССР IV и VII созывов.
В 1966 году был избран — членом Союза писателей СССР. 
скончался 28 февраля 1998 года в Ереване.

## Основные труды
- Война варданидов и "Вардананк" Демирчяна. - Ереван : Айпетрат, 1956. - 177 с.
- Тбилиси в армянских литературных памятниках древних и средних веков: [Пер. с арм.]. - Ереван : Айпетрат, 1961. - 174 с.
- Егише: [Историк V в.] : [Пер. с арм.]. - Ереван : Айпетрат, 1962. - 150 с.(Армянские историографы).
- Уроки армянской древности : Статьи / Ваче Налбандян. - Ереван : Советакан грох, 1985. - 302 с
- Григор Нарекаци : [Арм. поэт и философ X в.] / Ваче Налбандян. - Ереван : Хорурдаин грох, 1990. - 303 с.  ISBN 5-550-00430-5[4]

## Награды и звания
- Орден Отечественной войны II степени
- Заслуженный деятель науки  Армянской ССР (1990)[2]